# Lützen
Lützen wymowaⓘ – niemieckie miasto w kraju związkowym Saksonia-Anhalt, w powiecie Burgenland. Leży ok. 14 km na północny wschód od miasta Weißenfels oraz ok. 18 km na południowy zachód od Lipska.

## Historia

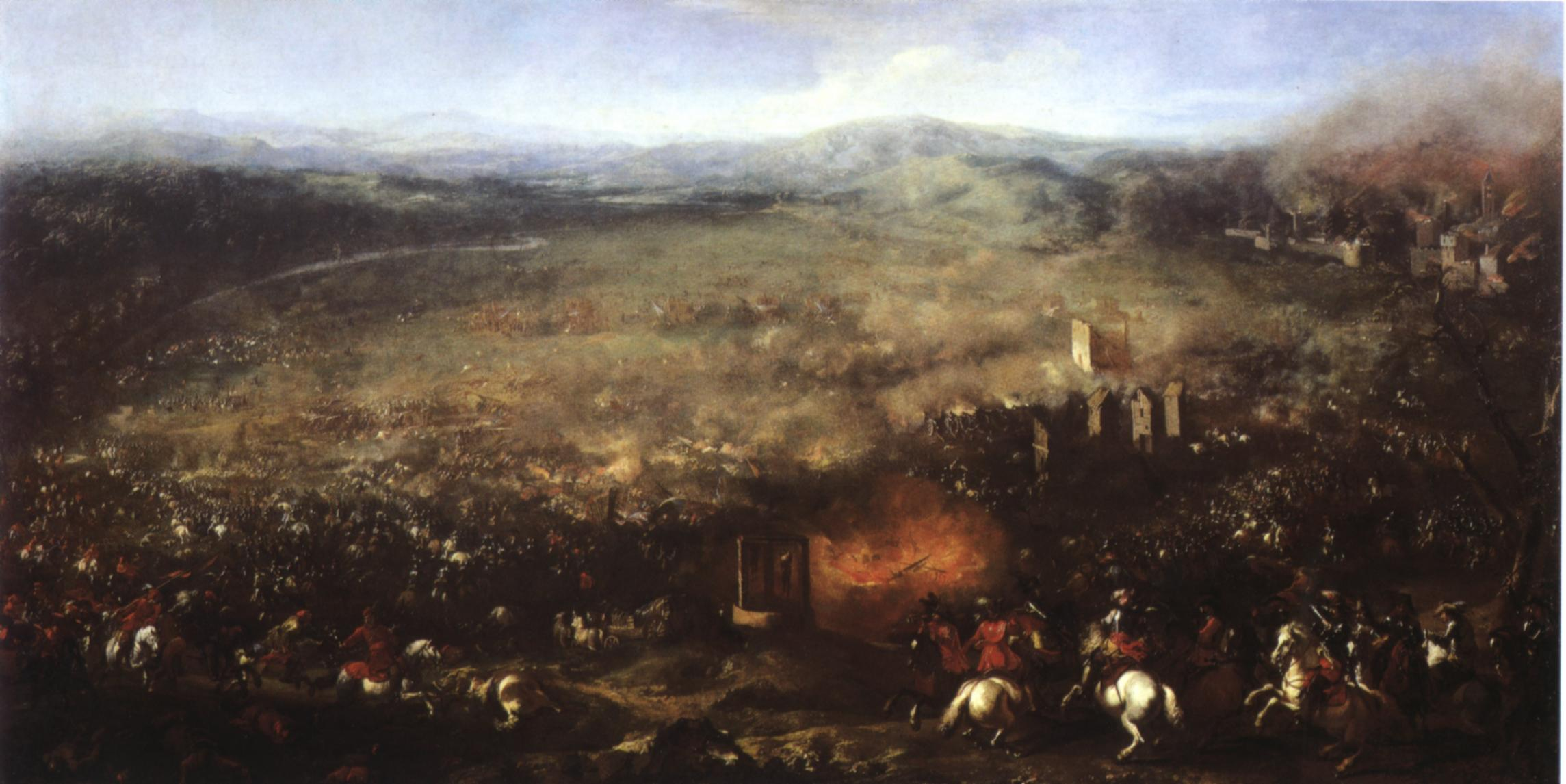
Bitwa pod Lützen (1632)

Miejscowość należała od XIII w. do księstwa biskupiego Merseburga, a w XVI w. wraz z księstwem została wcielona do Elektoratu Saksonii. Od 1657 leżała w granicach Księstwa Saksonii-Merseburga, a następnie w latach 1738–1763 w granicach unijnego państwa polsko–saskiego. W 1815 została przyłączona do Prus, wraz z którymi w 1871 znalazła się w granicach Niemiec.
Miasto znane jest z dwóch wielkich bitew:
- bitwa pod Lützen w 1632 roku – z czasów wojny trzydziestoletniej, w której armia szwedzka pokonała armię Świętego Cesarstwa dowodzoną przez Albrechta von Wallensteina; miejsce śmierci króla Szwecji Gustawa Adolfa
- bitwa pod Lützen w 1813 roku – z okresu wojen napoleońskich, w której armia francuska, wspierana przez Polaków, pod wodzą Napoleona pokonała połączoną armię prusko-rosyjską

1 lipca 2009 do miasta przyłączono gminę Röcken a rok później gminy Großgörschen, Muschwitz, Poserna, Rippach i Starsiedel.
1 stycznia 2011 w wyniku reformy administracyjnej przyłączono kolejne gminy Dehlitz (Saale), Sössen i Zorbau, które wchodziły w skład wspólnoty administracyjnej Lützen-Wiesengrund. Wspólnota ta została 31 grudnia 2010 rozwiązana.

## Dzielnice
Bothfeld, Dehlitz (Saale), Göthewitz, Großgöhren, Großgörschen, Kaja, Kleingöhren, Kleingörschen, Kölzen, Kreischau, Meuchen, Michlitz, Muschwitz, Pobles, Poserna, Pörsten, Rahna, Rippach, Röcken, Schweßwitz, Söhesten, Sössen, Starsiedel, Tornau, Wuschlaub i Zorbau.

## Zabytki
- Zamek
- Ratusz, ozdobiony herbem Szwecji i posągiem króla szwedzkiego Gustawa Adolfa
- Kościół i pomnik(inne języki) upamiętniające Gustawa Adolfa
- Kościół św. Wita
- Wieża ciśnień
- Dom narodzin Fryderyka Nietzschego w Röcken
- Kościół w Röcken i grób Nietzschego przy kościele
- Kościół im. Gustawa Adolfa w Meuchen
- Kościoły w Bothfeld, Dehlitz, Göthewitz, Großgöhren, Großgörschen, Kleingörschen, Muschwitz, Nellschütz, Poserna, Pörsten, Starsiedel, Zorbau
- Ruiny kościoła w Pobles

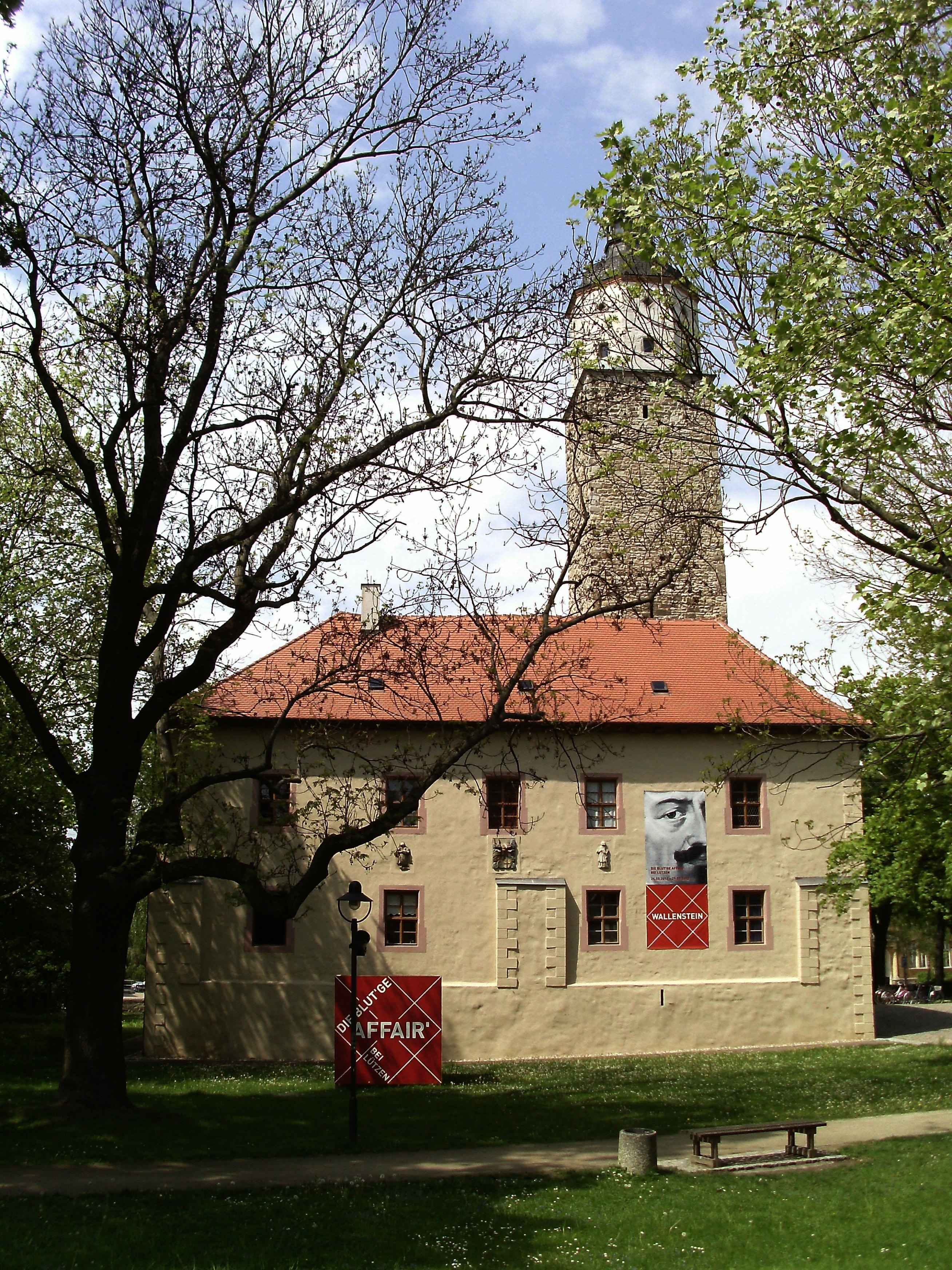
Zamek
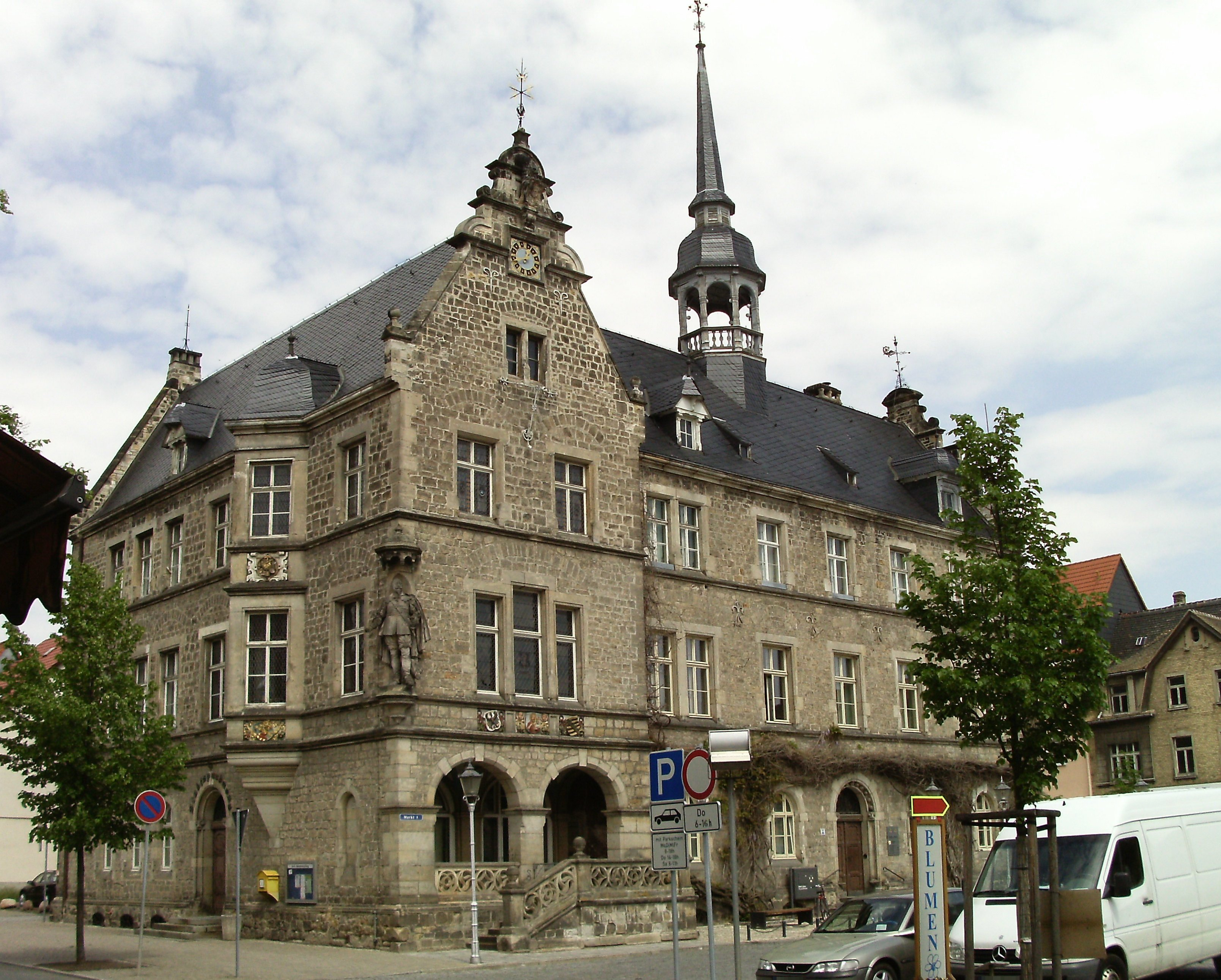
Ratusz
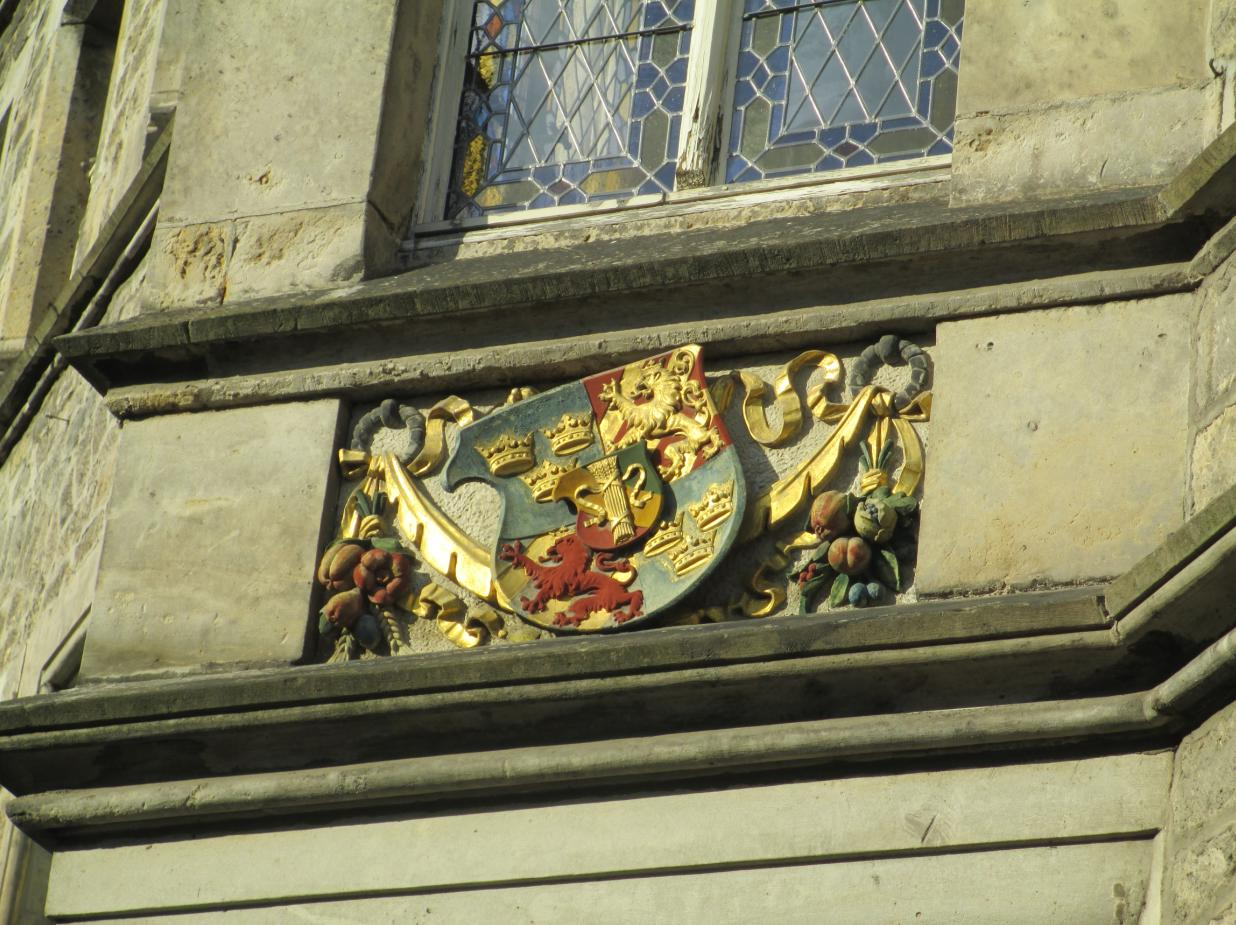
Herb Szwecji, zdobiący ratusz
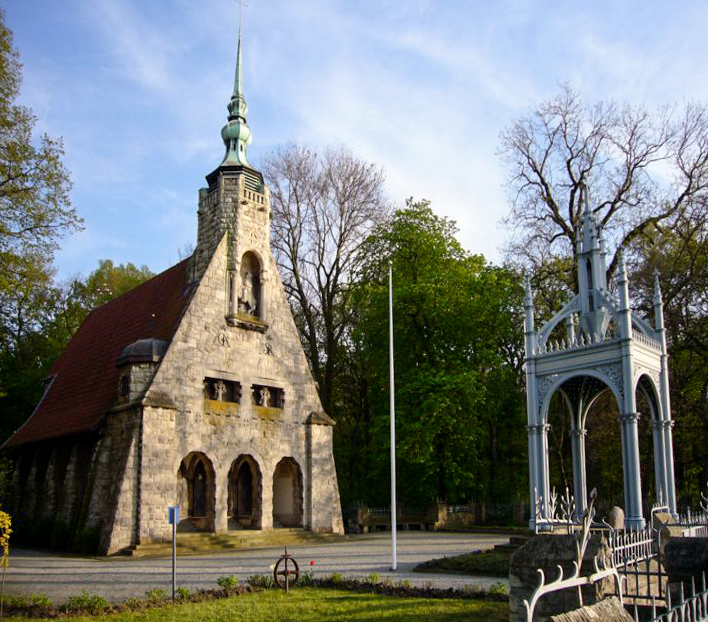
Kościół i pomnik, upamiętniające króla Gustawa Adolfa
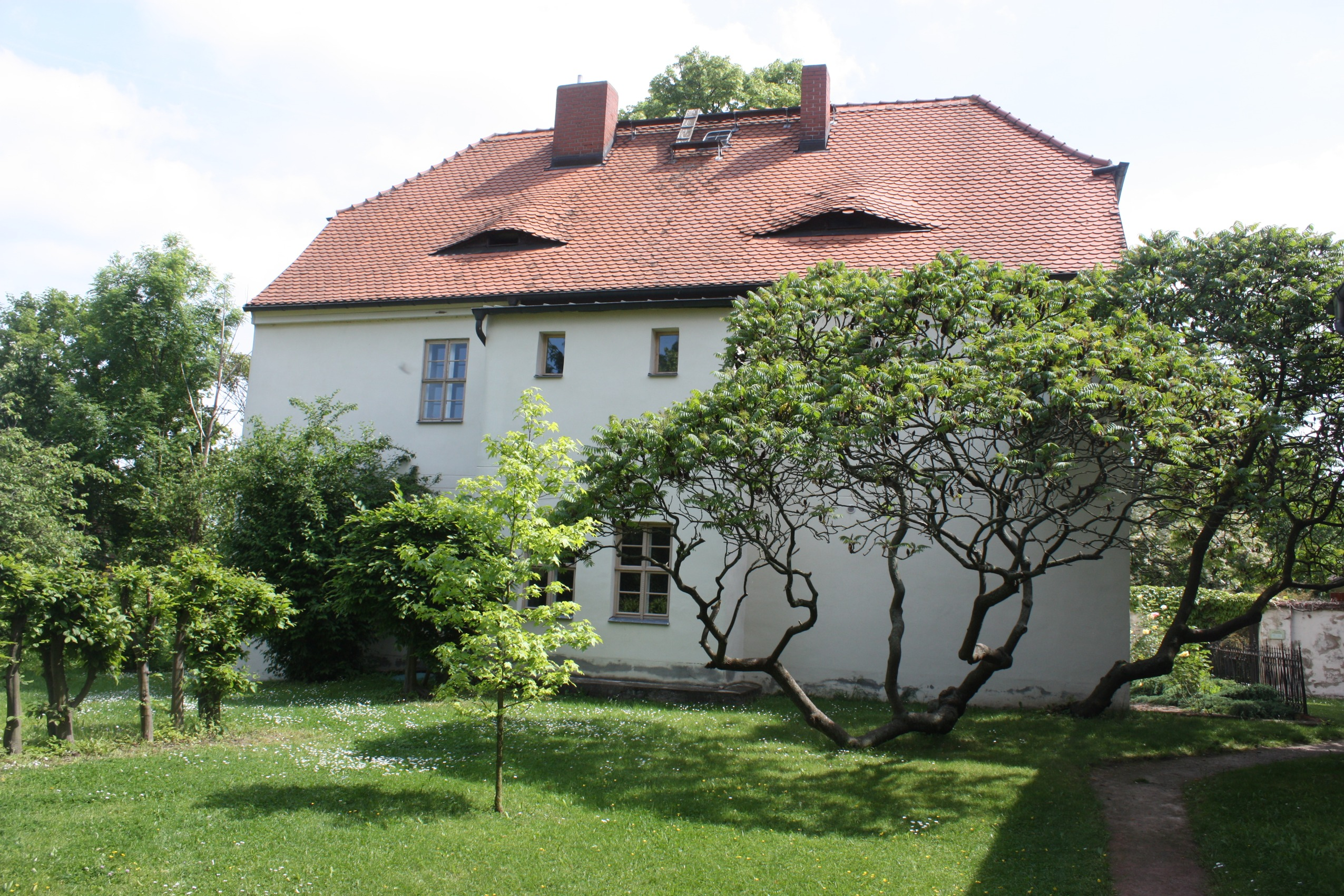
Dom narodzin F. Nietzschego